# HD 77353
HD 77353，又名BD+00 2449，SAO 136511、HR 3596，是一颗恒星，视星等为5.67，位于銀經229.68，銀緯28.43，其B1900.0坐标为赤經8h 56m 51.4s，赤緯-0° 28.43′ 31″。